# ربيعة قدير
ربيعة قدير (بالصينية 热比娅·卡德尔; بالويغورية رابى يه قادى ر; ولدت في 21 يناير 1947) سيدة أعمال وناشطة سياسية مسلمة في تركستان الشرقية (مقاطعة شينجيانغ غرب الصين)، التي تطالب بالانفصال عن الصين، تعد إحدى زعامات الأويغوريين البارزة توصف بأنها «دلاي لاما» الإيغور، كما أنها رئيسة المجلس العالمي للأويغوريين. تعيش ربيعة قدير الآن في منفاها في الولايات المتحدة. رشحت ربيعة لجائزة نوبل للسلام عام 2006.

## بداياتها
ولدت ربيعة قدير لأسرة فقيرة في مدينة «ألطاي» بمقاطعة شينغيانغ، وبعد أن تزوجت في عام 1965، انتقلت إلى مدينة «أقصو» في نفس المقاطعة. أثناء الثورة الثقافية، اعتبرت عدوة للشعب بعد صفقة ملابس قيل أنها هرّبتها مع زوجها، مما أدى إلى طلاقهما بعد فترة قصيرة.
وبعد طلاقها، افتتحت ربيعة قدير مغسلة في عام 1976. وفي عام 1981، تزوجت مرة أخرى من «صديق روزي» وهو أستاذ جامعي، وانتقلت إلى أورومتشي. وفي أورومتشي، استأجرت قدير متجراً تخصص في بيع المنتجات الإويغورية. وفي عام 1985، توسعت أعمالها ليصبح مبني تجاري مساحته 14,000 م2.
بعد انهيار الاتحاد السوفيتي، كثفت قدير جهودها في التجارة عبر الحدود، وبحجم معاملات فاقت قيمتها أكثر من 200 مليون يوان. وهكذا أصبحت واحدة من أغنى خمسة أشخاص في الصين، وأصبحت تلقّب بـ «المليونيرة». أصبح للشركة التجارية التي أنشأتها معاملات في الصين وروسيا وكازاخستان.
أنجبت ربيعة قدير 11 طفلاً. أسست بعد ذلك شركة أكادا للصناعة والتجارة، التي تمتلك عددا من العقارات في مقاطعة شينغيانغ، تشمل مركز أكيدا التجاري ومركز قدير التجاري ومسرح توانجيه (الوحدة) في أورومتشي. كما نشطت قدير أيضاً اجتماعياً من خلال مؤسستها، بإطلاقها لمشروع «أمهات 1000 أسرة»، وهو مشروع خيري يهدف إلى مساعدة نساء الأويغور لبدء أعمال تجارية محلية خاصة بهم.
وفي عام 1993، تم تعيين ربيعة قدير ممثلة عن الأويغور في الدورة الثامنة للمؤتمر السياسى الاستشاري للشعب الصينى، وفي المؤتمر الشعبي الوطني وممثلة للصين في مؤتمر الأمم المتحدة العالمي الرابع للمرأة في بكين في عام 1995. كما تولت قدير أيضاً منصب نائبة رئيس اتحاد الصناعة والتجارة في منطقة شينغيانغ ذاتية الحكم، ونائبة رئيس رابطة شينغيانغ لسيدات الأعمال. وفي عام 1997، أسست قدير «حركة الألف أم» لتعزيز التدريب المهني للنساء الأويغوريات، وكذلك مدارس مسائية للأويغور الذين لم يكن لديها فرصة للذهاب إلى المدرسة العادية.

## مسيرتها

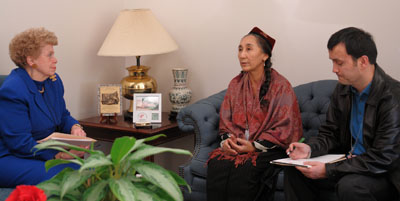
مساعدة وزيرة الخارجية لشؤون السكان واللاجئين والهجرة ايلين ساوربري
(إلى اليسار) و ربيعة قدير (وسط) والأمين العام للمشروع الأيغور لحقوق الإنسان.

بعد أحداث غولجا في عام 1997، أعلنت ربيعة قدير إنها فشلت في محاولاتها المتكررة لإقناع بكين بأن الوضع في مقاطعة شينغيانغ بحاجة إلى التغيير، وانتقدت الحكومة علنا في خطاب ألقته أمام البرلمان، وعلى الفور أقيلت من المؤتمر الاستشارى السياسى للشعب الصيني، كما ألغت السلطات جواز سفرها.
في مارس 1999 بدأت استجوابات السلطات الصينية لربيعة قادر من آنٍ لآخر، وفي مايو من نفس العام أرسلت ربيعة قصاصات تحمل عناوين الصحف لزوجها صديق روزي في المنفى، الذي كان يعيش في الولايات المتحدة نتيجة احتجاجه على السياسات الصينية تجاه الشعب الأويغوري، فأخذتها الحكومة الصينية ذريعة لاتهامها بإرسال معلومات حكومية لجهات أجنبية بالبريد العادي إلى الخارج، وفي 11 أغسطس 1999 اعتُقلت ووجهت لها مباشرة تهمة «تسريب أسرار الدولة وتوفير معلومات لمنظمات أجنبية»، وكانت حينها في طريقها للقاء وفد من لجنة حقوق الإنسان بالكونجرس الأمريكي الذين جاءوا علنًا لزيارة الصين، وكان اعتقالها قبل أن يتم اللقاء.
وفي 10 مارس 2000، أدينت ربيعة بتهمة «تسريب أسرار الدولة» لأجانب. بينما في السجن، قضت ربيعة قدير سنتين في الحبس الانفرادي، لكنها لم تتعرض للتعذيب. في عام 2004، تم تخفيض الحكم الصادر ضدها عاماً لحسن السير والسلوك، وفي عام 2004، حصلت على «جائزة رافتو» النرويجية لحقوق الإنسان. في 14 مارس 2005، بعد ست سنوات امضتها في سجون بكين أطلق سراحها لأسباب طبية بشرط السفر إلى الولايات المتحدة في غضون 3 أيام. وكانت الولايات المتحدة قد ضغطت للإفراج عنها. وقد تم الإفراج قبل زيارة كوندوليزا رايس للصين. ورداً على الإفراج عنها فقد وافقت الولايات المتحدة على إسقاط مشروع قرار في مفوضية حقوق الإنسان التابعة للأمم المتحدة ضد الصين.
وُجهت إلى أبنائها عدة تهم في الصين، ففي يونيو 2006، وجهت رسميا لأبنائها عبد العليم وعبد الحكيم وعبد القهار تهم الإخلال بأمن الدولة والتهرب الضريبي، وذلك بعد فترة قصيرة من انتخابات ربيعة قدير رئيسة لجمعية الأويغور الأمريكية. وفي نوفمبر 2006، حكم على ابنها عبد العليم بالسجن 7 سنوات ودفع غرامة قدرها 62,500 دولار، وعلى ابنها عبد القهار بغرامة 12,500 دولار بتهمة التهرب الضريبي ولكن دون سجنه. ففي أبريل 2007، حكم على ابنها عبد الحكيم بالسجن 9 سنوات والحرمان من الحقوق السياسية لمدة 3 سنوات، قيل بعد اعترافه بتهمة «التحريض والمشاركة في أنشطة انفصالية». اعتبرت منظمة العفو الدولية التهم الموجهة إلى أبناء ربيعة قدير تهماً ذات دوافع سياسية. فعند إطلاق سراح ربيعة قدير، تلقت تحذيرات بأن أسرتها ومتاجرها سوف تُستهدف إذا ما واصلت أنشطتها في مجال حقوق الإنسان.
كما وُضعت إحدى بنات ربيعة قدير، وتُدعى روشانغول عبد الرحيم، رهن الإقامة الجبرية في منزلها، بعدما شهدت شقيقيها عبد الحكيم وعبد العليم يتعرضان للضرب في يونيو 2006. وقد ُأطلق سراحها في وقت سابق من نوفمبر 2006.
وفي 5 يونيو 2007، في مؤتمر حول الديمقراطية والأمن عقد في براغ، التقى الرئيس الأمريكي السابق جورج دبليو بوش بربيعة قدير مشيداً بأمثالها واصفاً إياها بأنها «أكثر قيمة من كل أسلحة الجيوش أو النفط تحت الأرض». وفي 17 سبتمبر 2007، أصدر مجلس النواب الأمريكي قرار يطالب الحكومة الصينية بالإفراج عن أبناء ربيعة قدير المسجونين والمواطن الكندي حسين جليل، وتغيير سياستها القمعية تجاه الشعب الأويغوري.

## اضطرابات يوليو 2009
وجهت الحكومة الصينية اللوم لما حدث في أحداث 2009 إلى ربيعة قدير، وقالت ان العنف كان من تدبير وتنظيم المجلس العالمي للأويغور الذي تتزعمه ربيعة قدير بالرغم من أن الاحتجاجات اندلعت رداً على مقتل اثنين من العمال الأويغور في غوانغدونغ. في الوقت الذي نفت فيه قدير أن أعمال العنف كانت منظمة.
رفضت تايوان منح تأشيرة دخول لربيعة قدير إليها في سبتمبر 2009، بزعم أنها على صلة بحركة شرق تركستان الإسلامية التي تصنفها الأمم المتحدة والولايات المتحدة الأمريكية على أنها منظمة إرهابية.
في 3 أغسطس 2009، ذكرت وكالة الأنباء الصينية شينخوا أن اثنين من أبناء ربيعة قدير كتبا خطابات اللوم لها لتدبيرها أعمال الشغب. ووفقا لـ «شينخوا»، أنهم أرسلوا إليها مطالبين بحياة مستقرة وآمنة ويرجونها التفكير في سعادتهم وسعادة أحفادها، وألا تدمر حياتهم السعيدة هناك. كما طالبوها بألا تنساق وراء أطماع الآخرين في العديد من البلدان. رفض المتحدث باسم المجلس العالمي للأويغور في ألمانيا الخطابات واصفاً إياها بالمزيفة. كما وصفت منظمة مراقبة حقوق الإنسان الخطابات بأنها «وثيقة مريبة». كما بث تلفزيون الصين المركزي مقابلات مع أفراد أسرة قدير في 4 أغسطس.
في أوائل سبتمبر 2009، أعلنت «شينخوا» أن ثلاثة عقارات تمتلكها شركات قدير، بما في ذلك مركز أكيدا التجاري، حيث يعيش أكثر من 30 من أفراد عائلة ربيعة، سوف يتم إزالتها بسبب «تصدعات في الجدران». يرى مسئولون أويغور محليون هذه الخطوة أنها محاولة لإبعاد شبح قدير، بينما ترى رابطة الأويغور الأمريكية أن محاولة هدم العقارات قد تشعل جولة جديدة من العنف.

## موقفها من الحركات الاستقلالية
في عام 2004، أسس الناشط السياسي أنور يوسف توراني «حكومة تركستان الشرقية في المنفى». في عام 2011، اتهمت ربيعة قدير الحكومة الصينية بزراعة عدة حكومات من الأويغور في المنفى من أجل تقسيم الشعب الأويغوري. حيث تعتقد أن حركات الاستقلال تحظى بتأييد أقل في المجتمع الدولي وأن الحكم الذاتي الذي نصت عليه القوانين الصينية لم ينفذ قط. وقالت أن الشعب الأويغوري لم يكن أبدًا سعيدًا تحت الحكم الصيني.

## اقرأ أيضًا
- أويغور أمريكيون
- حركة شرق تركستان الإسلامية

## وصلات خارجية
- ربيعة قدير على موقع IMDb (الإنجليزية)
- ربيعة قدير على موقع الموسوعة البريطانية (الإنجليزية)
- ربيعة قدير على موقع مونزينجر (الألمانية)
- ربيعة قدير على موقع قاعدة بيانات الفيلم (الإنجليزية)
- موقع صوت شعب الايغور - موقع باللغة العربية
- ربيعة قدير.. زعيمة الإيغور